# Irokeški jezici
Irokeški (irokijski) jezici porodica su sjevernoameričkih indijanskih jezika koja je po nekim teorijama dio šire makro-siuske porodice. Jezici što su se njima služila plemena Indijanaca Irokeza, Hurona i drugih govorili su se na područjima velikih šuma na sjeveroistoku današnjih SAD-a i susjedne Kanade, osobito u Ontariju. Jezici irokeške porodice jesu: Kajuga, Cherokee, Coree, Meherrin, Mohok, Neusiok, Nottaway, Oneida, Onondaga, Seneka, Susquehanna, Tuscarora; Ataronchronon, Attiwandaronk, Erie, Honniasont, Huron (kanadski ostaci konfederacije Wendat), Tionontati, Wenrohronon, Wyandot (pleme u Oklahomi). 

## Vanjske poveznice
- Ethnologue (14th)
- Ethnologue (15th)
- Ethnologue (16th)

- Iroquoian Family
- Tree for Iroquoian  Arhivirana inačica izvorne stranice od 23. rujna 2008. (Wayback Machine)